# Región de Dakar
La región de Dakar es la más pequeña y poblada de las regiones de Senegal. Incluye la capital del país, Dakar, y todos sus barrios a lo largo de la península de Cabo Verde, el punto más occidental de África.
La región (fr. région) de Dakar se divide en cuatro departamentos (fr. départements) (estructuras administrativas que no tienen poder político, a diferencia de los départements franceses:
- El departamento de Dakar. El departamento de Dakar es también un municipio o comuna (fr. commune). Su situación es comparable a la de París, que es al mismo tiempo un département y una commune.

El departamento-comuna de Dakar se divide además en:
- 4 distritos (arrondissements), que son estructuras administrativas con mayores poderes. Los distritos se dividen a su vez en:
  - 19 comunas de distrito (fr. communes d'arrondissement). Las comunas de distritos tiene muchas competencias, a diferencia de los arrondissements parisinos y se podrían comparar mejor con los boroughs de Londres.

- El departamento de Guédiawaye. Este departamento también es una comuna. Sólo tiene un distrito. El departamento-distrito-comuna de Guédiawaye se divide en:
  - 5 communes d'arrondissement
- El departamento de Pikine. Pikine también es una comuna, que se divide en:
  - 3 distritos, a su vez divididos en:
    - 16 comunas de distrito

- El departamento de Rufisque. Compuesto pr dos distritos y tres comunas directamente bajo el departamento:
  - El distrito de Rufisque, que también es una comuna. El distrito-comuna de Rufisque se divide a su vez en:
    - 3 comunas distritales.

  - El distrito de Sangalkam, que administrativamente es la única área rural de la región de Dakar. Este distrito de Sangalkam se divide en:
    - 2 comunidades rurales (communautés rurales): Yenne y Sangalkam

  - comuna de Bargny (que no se divide en comunas de distrito, communes d'arrondissement)
  - comuna de Sébikotane (que no se divide en comunas de distrito, communes d'arrondissement)
  - comuna de Diamniadio (que no se divide en comunas de distrito, communes d'arrondissement)

En resumen: en la región de Dakar, las únicas unidades administrativas con significación política (representantes electos y competencias importantes) son: las 7 comunas, las 2 comunidades rurales y las 43 comunas de distrito.